# Olof Bolander
Olof Troiliusson Bolander, född 21 september 1771 i Rone, Magnuse, Gotland, död 3 september 1840 i Gotland, var en svensk präst och politiker.
Han härstammade från Rone socken på Gotland. Efter studier i Uppsala och Lund prästvigdes han i Stockholm 1796 och förordnades som fångpräst i Visby och huspräst hos landshövdingen. Efter diverse förordnanden blev han kyrkoherde först i Follingbo socken och från 1822 i Alva socken på Gotland. I en studentmatrikel beskrivs han som "Swedenborgare, Illuminat, Drömtydare, Finance- och Guldförbättrare". 1834 utsågs han att företräda prästerna på Gotland vid riksdagen.

## Examen och arbete
- Examen: 1786 Uppsala 1), Student
- Examen: 1796 Stockholm, Prästvigd efter studier i Lund
- Arbete: från 1796 Gotland, Visby 1) Huspredikant hos landshövding Salomon Mauritz von Rajalin, 1787-1812 (f. 1757-d. 1825)
- Examen: 1803 2), Pastoralexamen
- Arbete: 1803 Gotland, Visby 3) Fångpredikant och domkyrkoadjunkt
- Arbete: 1812 Gotland, Follingbo socken, Pastor
- Arbete: 1822 Gotland, Alva sn. 2)
- Arbete: 1834 2) Olof företräder Gotlands präster vid riksdagen

## Familj

### Föräldrar
- Far: Troilius Bolander (1728-1806)
- Mor: Dorothea Lithander (1729-1800)

### Äktenskap
- Gift med Gustafva Eleonora Löwenström (1785-1860)
- Vigsel: 1 november 1803 Gotland, Visby 3)

### Barn
- Carl Constans Bolander (1804-1822)
- Anton Johan Wilhelm Bolander (1806-1807)
- Gustafiana Dorothea Wilhelmina Bolander (1811-1881)
- Bernhardina Carolina Ottiliana Bolander (1813-1885)
- Augusta Antionetta Lovisa Bolander (1816-1874)
- Maria Jakobina Johanna Bolander (1816-)
- Eugenia Emilia Selnecka Bolander (1820-)